# Peau de Panthère des neiges

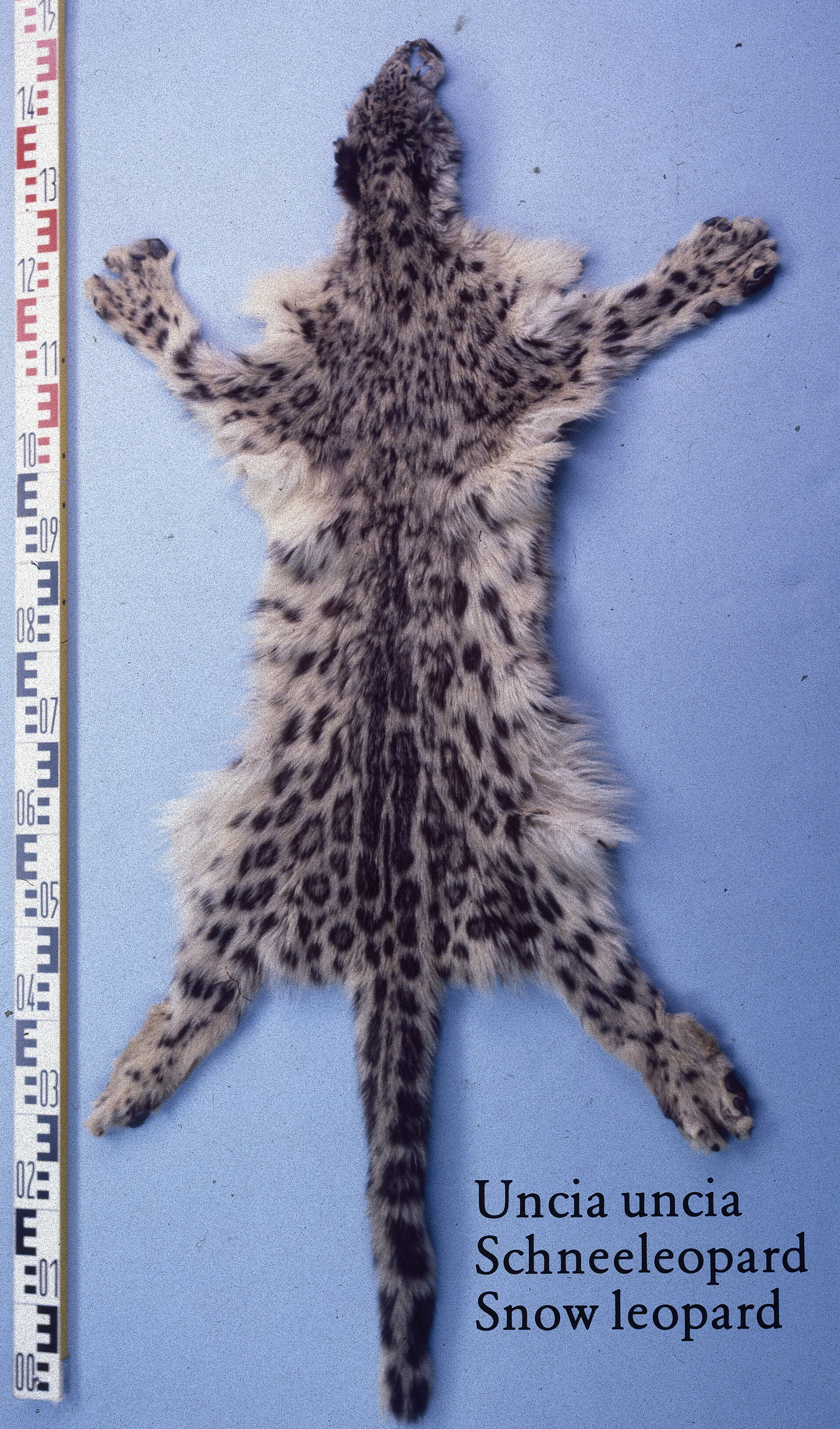
Peau de Panthère des neiges.

La peau de Panthère des neiges, également appelée peau d'Once ou peau d'Irbis est une peau ou fourrure de Panthère des neiges (Panthera uncia). Ce félin présente une robe de couleur gris pâle à blanc cassée couverte de marques noires très variées (taches rondes, anneaux ou rosette). Le poil est long et très dense. La fourrure de Panthère des neiges a été utilisée en ameublement, surtout en tapis, et dans la mode (manteaux, garnitures). En raison de la rareté du félin, la peau était traditionnellement présente dans les marchés locaux, mais a rarement atteint les marchés internationaux de la fourrure.
Intégralement protégée par les lois internationales et nationales, le commerce des peaux de Panthère des neiges est illégal dès 1976. Toutefois, le braconnage pour la peau et les os est une grave menace pour la conservation de l'espèce.

## Description

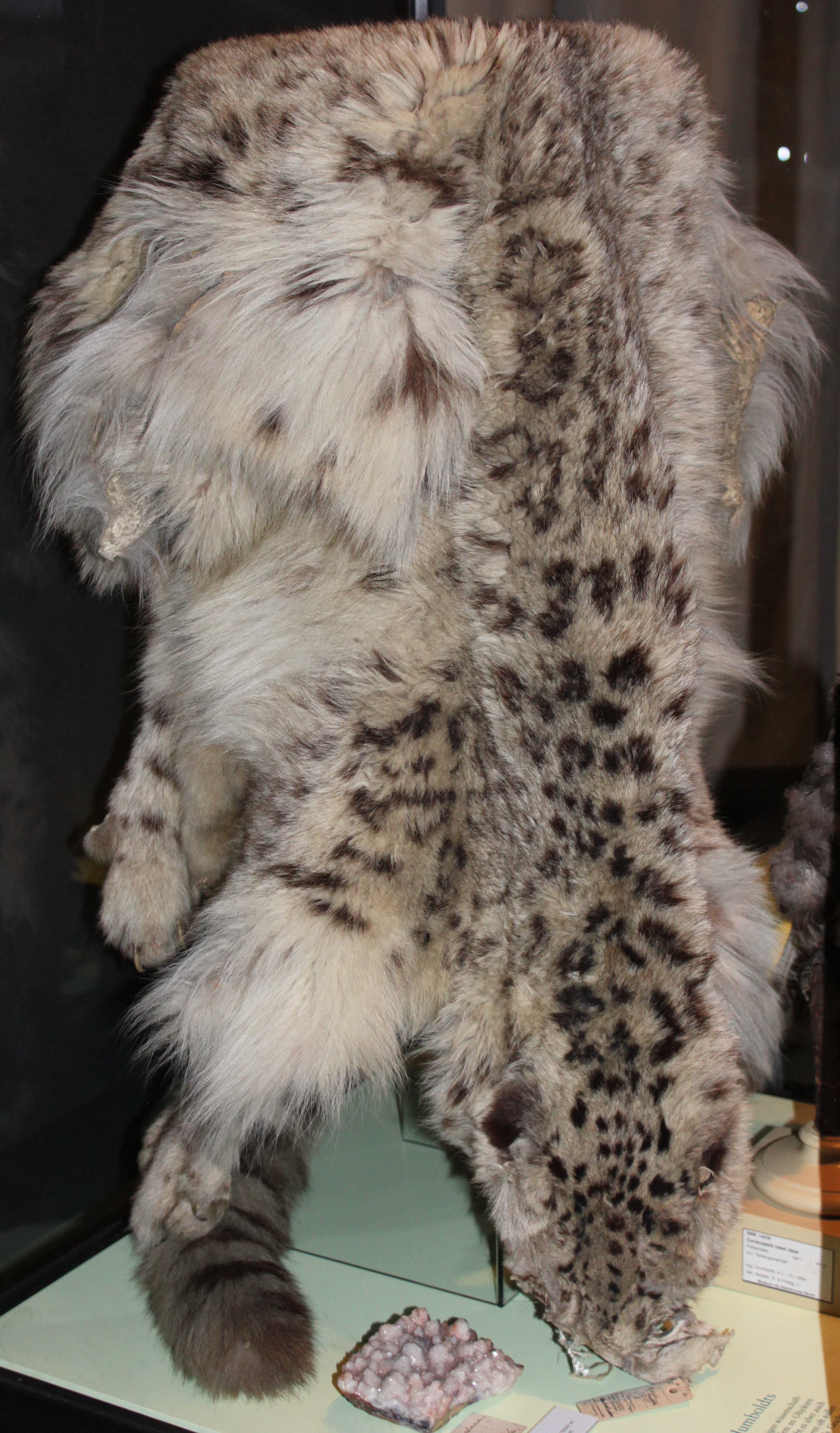
La peau de Panthère des neiges est caractérisée par son poil dense, sa teinte gris clair mouchetée de marques foncées variées.

Pour le mâle, la longueur tête-corps varie de 110 à 120 centimètres, avec une très grande longueur de queue de 90 à 122 centimètres. Les femelles sont légèrement plus petites. La longueur moyenne des nouveau-nés est de 23 à 30 centimètres, la queue de 15 à 16 centimètres.
La robe de la Panthère des neiges est de couleur gris pâle à gris jaune, le ventre, l'intérieur des pattes et le cou étant blanc cassé. Les taches et rosettes sont uniques à chaque animal. La face et le cou sont parsemés de petites taches rondes. Des rosettes gris foncé et des taches rondes constellent le dos, les flancs et les pattes. Sur la queue, les rosettes deviennent des anneaux en se rapprochant de l'extrémité. Deux bandes horizontales marquent le dos de la nuque jusqu'à la queue. La couleur de base est très brillante, en particulier pour la fourrure d'hiver, presque blanche. Elle est plus foncée avec une tonalité grise dans le dos et plus brillante sur les flancs. Les motifs variés comprennent des points, des rayures, des formes annulaires, des demi-anneaux et des rosettes (jusqu'à sept ou huit centimètres de diamètre). Les taches noires sur les côtés des cuisses se transforment en rosettes disposées en rangées. Les marques sur l'épine dorsale sont les plus visibles. Les poils tecteurs dessinant les motifs sont complètement noirs ou noirs avec un léger agouti. En été, les motifs apparaissent plus clairement en raison de la mue et la robe est beaucoup plus sombre et moins délavée. En été et chez les jeunes animaux, les contours des taches peuvent être presque complètement noirs, tandis que les poils épais en hiver donnent toujours une apparence gris-noir. Par rapport au léopard, les marques sont rendues floues par les poils plus denses et plus longs. Dans l’ensemble, la forme, la taille et la répartition des marques sont moins uniformes que celles du léopard. Les pattes sont très mouchetées (surtout à l'extérieur des membres).
Il n'y a pas de différences géographiques de couleur.
Le pelage très long et épais se renouvelle deux fois par an. La mue du printemps commence probablement à la fin avril. Les fourrures d'été et d'hiver diffèrent peu en longueur et en densité. En hiver, le poil mesure cinq centimètres de long sur le corps et jusqu'à douze centimètres sur le ventre et la queue, une longueur équivalente à ceux d'un lynx. Sur le dos, la fourrure compte environ 4 000 poils par centimètre carré. Le rapport poil de garde sur poil de bourre est de 1/8. La couleur du poil peut être entièrement noire ou présenter un tipping.

## Histoire du commerce

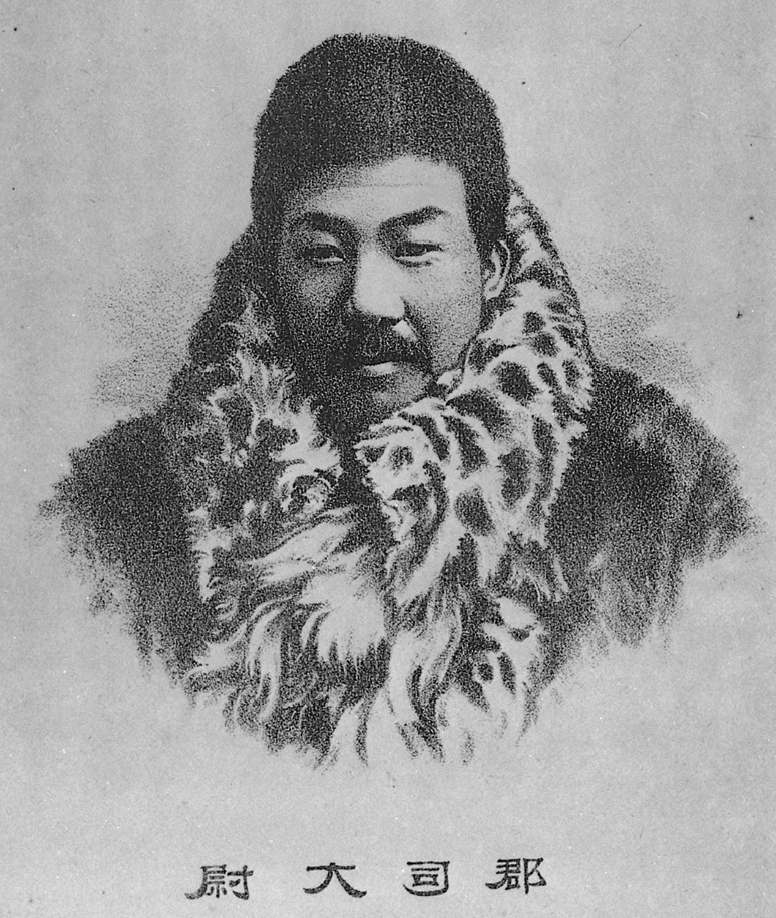
Le lieutenant Gunji Shigetada avec un col de peau de léopard des neiges (Japon, avant 1924).

À la fin du XIXe siècle et à proximité de l'aire de répartition de la Panthère des neiges, les peaux étaient prisées ; cependant elles n'intéressent pas sur le marché international. Le piégeage est difficile et le félin est rare, ce qui le préserve du commerce international. Le prix d'un bon manteau était au maximum de 4,70 roubles.
En 1911, le marchand de fourrures, Emil Brass constate qu'il est difficile de déterminer quelle quantité de Panthères des neiges arrive sur le marché chaque année. À Nijni Novgorod, la vente était probablement de 500 à 800 peaux, la Chine peut-être 100. Plusieurs centaines ont également été mises en vente dans les stations de collines indiennes de Shimla où ils sont passés aux mains de touristes ou d’Anglo-Indiens. Le prix de gros d'un manteau en Allemagne oscillait entre 30 et 80 marks à l'époque,. Dans les années 1920, environ un millier de Panthère des neiges étaient tuées pour leur peau. En 1925, la valeur d'une peau se situe entre 100 et 300 marks. En 1949, on évaluait la vente de peaux de panthères des neiges entre 2 000 et 3 000 peaux chaque année.
Jusqu'en 1956, les commerçants américains achetaient 120 peaux aux enchères de Leningrad pour un prix moyen de 11,25 dollars. Dès 1967, le prix augmente à 175 dollars pour 10 peaux. En 1959, la norme russe relative aux articles de pelleterie est réactualisée de la façon suivante : 
a) tailles
a) plus de 4500   cm² b) à 4500   cm²
b) Qualités : I, II, III, IV
c) erreurs : petite, moyenne, grande.
L'ancien standard russe divisait les peaux selon leur origine du Caucase ou d'Asie centrale, bien que la Panthère des neiges ne soit pas originaire du Caucase. Comme il était difficile de composer des assortiments adaptés au petit nombre d'animaux, la division selon l'origine a finalement été abandonnée. Des peaux de léopards ont également été proposées pour les livraisons de Panthère des neiges. Vers 1959, les experts russes estiment que la saisie annuelle était d'environ 1000 pièces.
Le félin est chassé pour sa fourrure de façon intense durant les années 1970. Au climax de cette activité, un manteau en peau de Panthère des neiges s'est vendu 124 270 dollars au Japon en 1980.
En Inde, la Panthère des neiges est protégée depuis 1952. Aux États-Unis, l'importation de peaux de léopards des neiges est interdite depuis 1969. Durant la Convention sur le commerce international des espèces de faune et de flore sauvages menacées d'extinction (CITES), dite « Convention de Washington », l'espèce est inscrite en Annexe I le 1er juillet 1975. Cette inscription interdit tout commerce international et interrompt totalement le commerce de la fourrure.
En 1988, la vente de fourrure de Panthères des neiges est signalée comme insignifiante  Toutefois, le commerce légal était déjà interdit. Il devrait être interdit de tuer de si beaux animaux pour récupérer leur fourrure. Dans "interdit", je veux dire: le cuir d'humain est-il utilisé pour faire des sièges de voitures ou des manteaux? Non, n'est-ce pas? Alors soyons objectifs: La panthère est un animal, un mammifère, tout comme nous. Pourquoi la tuer? nous sommes ses égaux, voire ses serviteurs(tout comme nous sommes inférieurs aux grands fauves, aux baleines, aux orques, etc.), alors qui nous a conféré le droit de la tuer?

### Braconnage
Malgré la protection nationale et internationale de l'espèce, le braconnage pour la fourrure et d'autres parties du corps reste une menace majeure et persistante pour la survie de la Panthère des neiges. Dans les années 2000, les rapports de TRAFFIC et de l'Environmental Investigation Agency (EIA) confirment que l'utilisation de fourrure de Panthère des neiges est toujours d'actualité. Très prisée en Asie centrale, en Europe de l'Est et en Russie, la fourrure est toujours utilisée sous forme de manteau et autres vêtements, comme les chapeaux ainsi que pour l'ameublement. La fourrure de la Panthère des neiges se négocie à présent environ 10 000 $ sur les marchés noirs kazakhstanais. Dans les années 2000, les manteaux en Panthère des neiges se vendent encore à la vue de tous dans les magasins de souvenirs népalais. Dans les années 2010, un nouveau rapport de l'EIA semble montrer une évolution du marché illégal vers les tapis, le décor de luxe et la taxidermie.
Jusque dans les années 1990, les peaux étaient vendue ouvertement sur les marchés locaux, mais cette tendance est en déclin : les ventes sont le plus souvent clandestines.

## Traitement
À l'origine, les peaux n'étaient utilisées que pour les selleries, naturalisées pour les tapis et les tentures murales, souvent avec des têtes élaborées. Les premiers vestes et manteaux en peaux de grands félins sont fabriqués vers 1900 et sont alors assez peu appréciés des clients. Au début de la seconde moitié du XXe siècle, la Panthère des neiges a commencé à être utilisée, en particulier lorsque le prix des peaux de lynx était élevé, pour réaliser les parures et les garnitures, même des manteaux et des vestons sportifs pour la mode féminine. Vers 1970, les livraisons étaient cependant si basses, que "la plupart des fourreurs ne tenaient presque jamais ces peaux dans leurs mains",.
En 1965, on considère qu'un assemblage de peaux comporte 4 à 6 peaux de Panthères des neiges. Un assemblage de peau est un panneau d'une longueur de 112 centimètres et d'une largeur moyenne de 150 centimètres ainsi que d'un manchon supplémentaire.
Le coefficient de conservation des vêtements en peau de léopard des neiges est compris entre 50 et 60%.

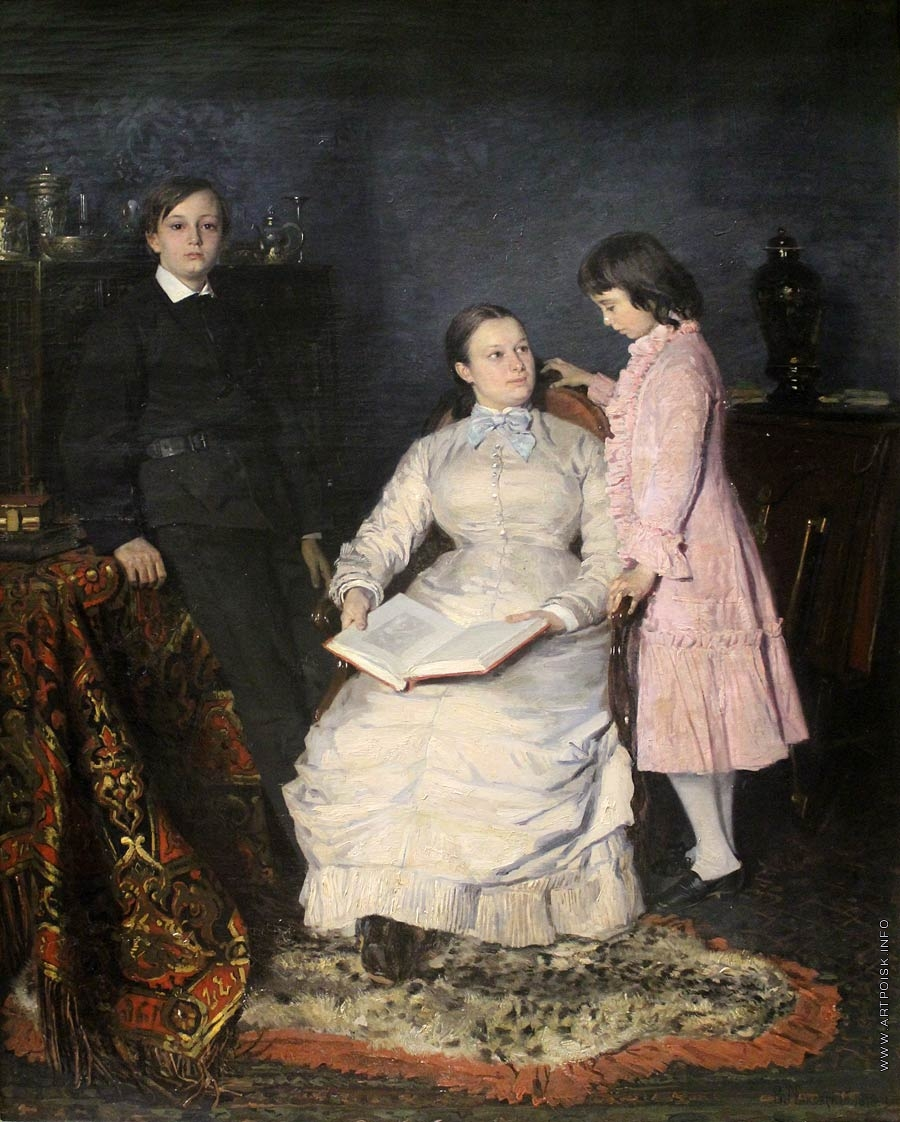
Portrait d'une famille biélorusse à la seconde moitié du XIXe siècle par Vladimir Makovski. Peau de Panthère des neiges utilisée comme tapis.
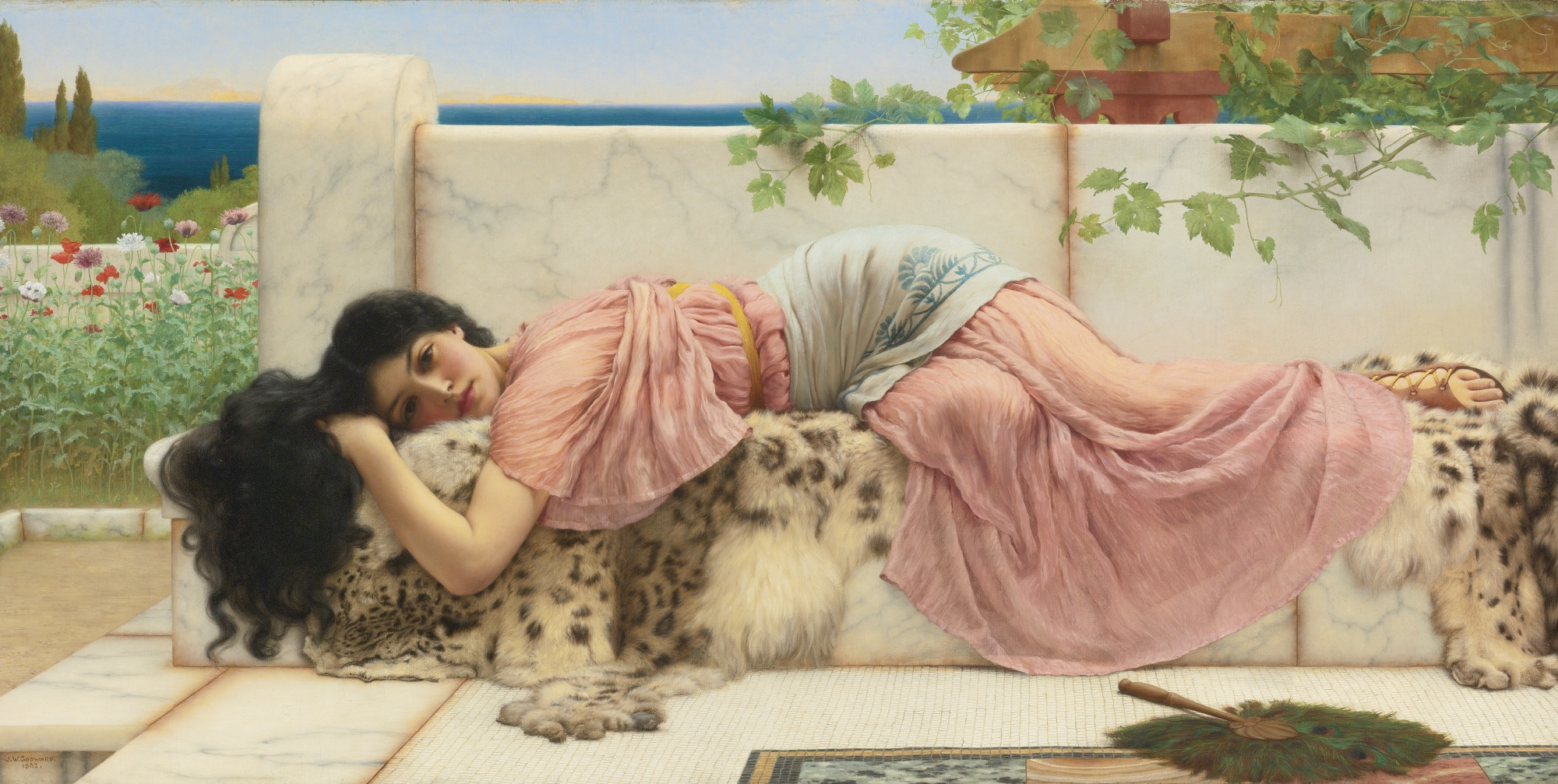
Peinture néoclassique de John William Godward.
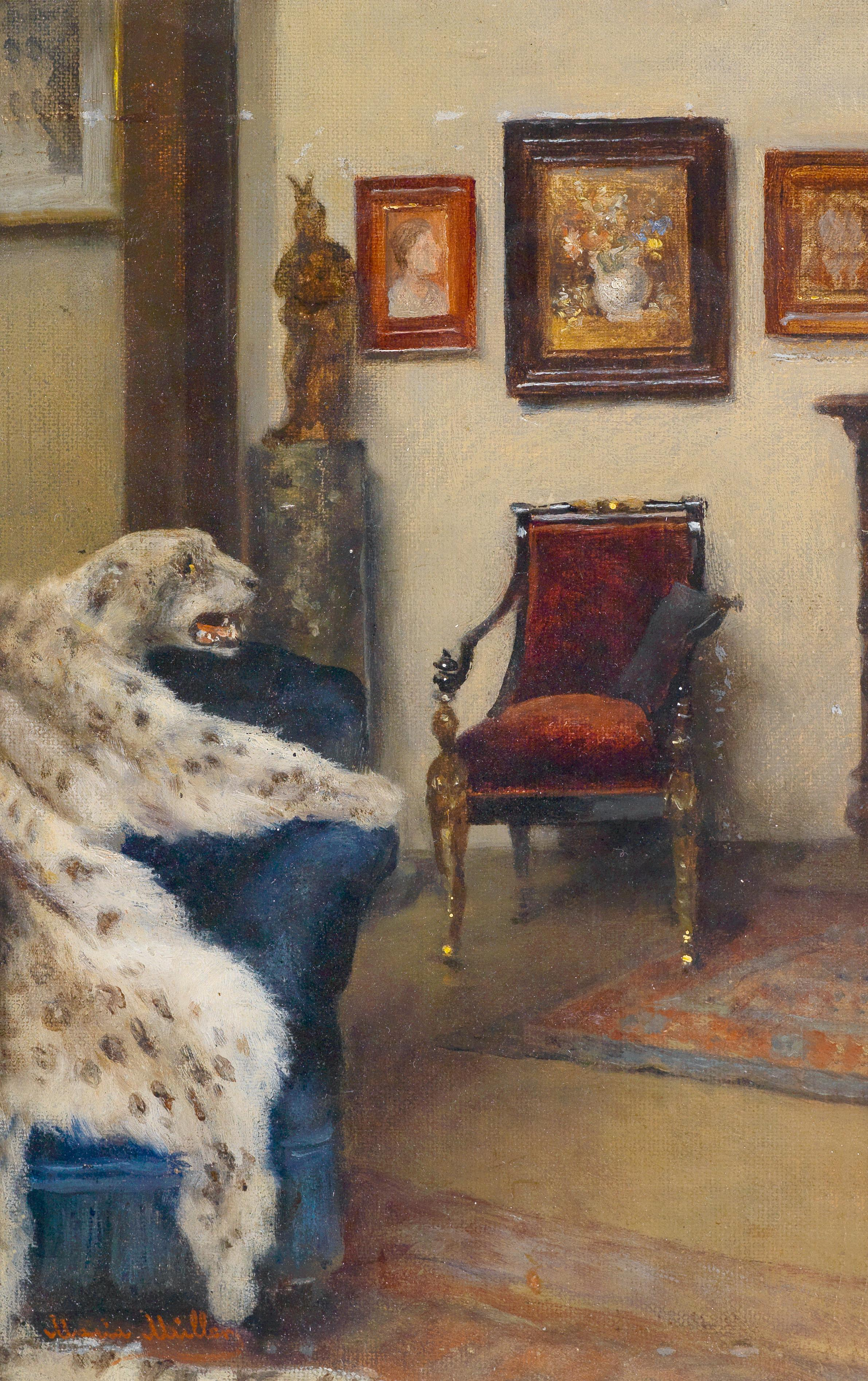
Intérieur de l'atelier de Marie Müller en 1902.

### Traduction
- (de) Cet article est partiellement ou en totalité issu de l’article de Wikipédia en allemand intitulé « Schneeleopardfell » (voir la liste des auteurs).